# Диого Далот
Диого Далот е португалски футболист, който играе като защитник за Манчестър Юнайтед и Националния отбор по футбол на Португалия.
Далот е продукт на младежката система на Порто и дебютира за Б отбора на клуба през януари 2017 г. Дебютът му за първия отбор е в мач от първенството на Португалия през октомври 2017 г. След като прави осем участия за Порто, той се присъединява към Манчестър Юнайтед през юни 2018 г. за обявената сума от 22 млн. евро (19 млн. паунда). От октомври 2020 г. до юни 2021 г. Далот е даден под наем на италианския клуб от Серия А – Милан.
Далот е младежки национал и представлява Португалия от ниво до 15 до 21 години. Той е член на отбора до 17 години, който печели Европейското първенство за юноши до 17 години през 2016 г. Дебютира за Португалия на Евро 2020.

## Стил на игра
Далот е физически силен защитник, известен със своята скорост, техника и офанзивни способности. Може да играе като опорен халф или крило на всеки от двата фланга, въпреки че обикновено играе отдясно. Обикновено е разполаган като десен флангови защитник, но в по-конвенционална роля на опорен халф отляво. Като ляв защитник е хвален за своята работна етика и съобразителност в защита. Притежава отлични умения за дриблиране и се отличава с участието си в контраатаки, като прави центрирания или дълги пасове. Физиката му позволява да се представя добре във въздушните двубои.